# Самора (футбольный клуб, Баринас)
«Само́ра» (исп. Zamora Fútbol Club) — венесуэльский футбольный клуб из города Баринаса. В настоящий момент выступает в Примере Венесуэлы, сильнейшем дивизионе страны.

## История
Клуб основан 21 августа 2002 года в Баринасе вместо расформированного в 1999 году клуба «Атлетико Самора», выигравшего в 1980 году Кубок Венесуэлы.
В сезоне 2006/07 клуб добился своего наилучшего результата в истории, заняв в итоговой таблице 4-е место. Это дало право команде принять участие в 2007 году в Южноамериканском кубке, но в нём «Самора» уступила в предварительном раунде эквадорскому «Ольмедо».
В сезоне 2008/09 «Самора» улучшила свой лучший результат в чемпионатах Венесуэлы, заняв в итоговой таблице 3-е место. В 2009 году «Самора» вновь выступала в Южноамериканском кубке, но вновь уступила первому же сопернику, и вновь это был эквадорский клуб, на этот раз «Эмелек».
В сезоне 2010/11 «Самора» выиграла Клаусуру, обеспечив себе второе место по итогам общего чемпионата. В матчах за титул «Самора» уступила «Депортиво Тачире».
В 2013 году «Самора» впервые в истории стала чемпионом Венесуэлы, а спустя год защитила свой титул. В 2015 году команда выиграла Переходный турнир, связанный со сменой календаря проведения чемпионата страны. Этот турнир не считается полноценным чемпионатом и за победу в нём «Самора» получила путёвку в розыгрыш Южноамериканского кубка 2016.
Команда ещё дважды становилась чемпионом Венесуэлы — в 2016 и 2018 годах, став, таким образом, одной из самых титулованных команд страны в 2010-е годы.
Домашние матчи команда проводит на стадионе «Агустин Товар», вмещающем 24 400 зрителей.

## Достижения
- Чемпион Венесуэлы (4): 2012/13, 2013/14, 2016, 2018
- Победитель Переходного турнира (1): 2015
- Вице-чемпион Венесуэлы (1): 2010/11
- Обладатель Кубка Венесуэлы (1): 2019
- Финалист Кубка Венесуэлы (2): 1982, 2010

## Участие в южноамериканских кубках
- Кубок Либертадорес (5): 2012, 2014, 2015, 2017, 2019
- Южноамериканский кубок (6): 2007, 2009, 2015, 2016, 2018, 2019